# Jordhy Thompson
Pour les articles homonymes, voir Thompson.
Jordhy Tyson, né le 10 août 2004 à Antofagasta au Chili, est un footballeur chilien. Il évolue au poste d'ailier gauche au FK Orenbourg, en prêt de Colo-Colo.

## Biographie

### En club
Né à Antofagasta au Chili, Jordhy Thompson est formé par le Colo-Colo. C'est avec ce club qu'il commence sa carrière professionnelle. Il joue son premier match le 2 mai 2021, lors d'une rencontre de première division chilienne face au Deportivo Ñublense. Il entre en jeu et son équipe s'incline (5-1 score final).
Il est sacré champion du Chili lors de la saison 2022, Colo-Colo remportant son 33e titre de champion.
Thompson inscrit son premier but en professionnel le 22 janvier 2023, lors de la première journée de la saison 2023 de première division chilienne face au Deportes Copiapó (en). Titularisé, il ouvre le score au bout de seulement 51 secondes de jeu, et participe à la victoire des siens (2-5 score final),. Le 4 juillet 2023, Thompson se fait remarquer lors d'une rencontre de coupe du Chili face à l'Unión La Calera en réalisant le premier doublé de sa carrière. Titulaire, il participe à la victoire de son équipe par six buts à un,.

### En sélection
Jordhy Thompson représente l'équipe du Chili des moins 20 ans. Avec cette sélection il joue un total de sept matchs. 

## Vie privée
Jordhy Thompson est le neveu de Christian Thompson, ancien footballeur professionnel notamment passé par l'Universidad de Chile.

## Palmarès
Colo-Colo
- Champion du Chili (1) :
  - Champion : 2022.